# Tet (písmeno)
Tet (symbol ט, hebrejsky טית, טֵית‎) je deváté písmeno hebrejské abecedy. Jeho ekvivalentem ve fénické abecedě je 𐤈. Tet symbolizuje lůno (ať už lůno zemské – hrob či lůno matčino – děloha).

## Zvuková podoba
V hebrejštině se vyslovuje jako neznělá alveolární ploziva [t] (t, IPA 103).

## Číselný význam
V systému hebrejských číslic má číselný význam 9.

## Galerie

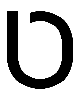
Hebrejské tet napsané bezpatkovým písmem
Tet napsaný psací kurzívou